# Copa del Rey de fútbol 1980-81
La Copa del Rey de Fútbol 1980-81 fue la edición número 77 de dicha competición española. Se disputó entre el 10 de septiembre de 1980 y el 18 de junio de 1981, y contó con la participación de 138 equipos de las divisiones Primera, Segunda, Segunda B y Tercera. El campeón fue el F. C. Barcelona, tras vencer al Real Sporting de Gijón por 3-1 en la final celebrada en el estadio Vicente Calderón de Madrid.

## Equipos participantes
Disputaron la Copa del Rey 1980–81, habiendo sellado su presencia en función de su clasificación en las cuatro primeras categorías del sistema de competición liguero en la temporada 1979/80, y partiendo de determinadas rondas según su categoría en la presente campaña, los siguientes equipos:

### Primera División
Los dieciocho equipos de la Primera División 1979/80. Aquellos que disputaron competición europea quedaron exentos hasta que fuesen eliminados de la misma o, en su defecto, hasta la ronda de octavos de final.
| - A. D. Almería - C. D. Málaga - Real Betis Balompié - Sevilla F. C. - Real Zaragoza - Real Sporting de Gijón - U. D. Las Palmas - Burgos C. F. - U. D. Salamanca | - F. C. Barcelona - R. C. D. Español - A. D. Rayo Vallecano - Club Atlético de Madrid - Real Madrid C. F. - Athletic Club - Real Sociedad de Fútbol - Hércules C. F. - Valencia C. F. |

### Segunda División
Los veinte equipos de la Segunda División 1979/80:
| - Algeciras C. F. - Cádiz C. F. - Granada C. F. - R. C. Recreativo de Huelva - Real Oviedo - Real Racing Club de Santander - Palencia C. F. - Real Valladolid Deportivo - C. E. Sabadell F. C. - Club Gimnàstic de Tarragona | - Castilla C. F. - Club Getafe Deportivo - R. C. Deportivo de La Coruña - R. C. Celta de Vigo - C. A. Osasuna - Real Murcia C. F. - Deportivo Alavés - C. D. Castellón - Elche C. F. - Levante U. D. |

### Segunda División B
Los diez primeros clasificados de cada uno de los grupos de la Segunda División B 1979/80:
| Grupo 1 - Barakaldo C. F. - Atlético Madrileño C. F. - C. D. Tenerife - Cultural y Deportiva Leonesa - U. P. Langreo - Zamora C. F. - Sestao S. C. - A. D. Torrejón - U. D. Las Palmas Atlético - C. D. Logroñés | Grupo 2 - Linares C. F. - A. D. Ceuta - Racing Club Portuense - Calvo Sotelo C. F. - Terrassa C. F. - U. E. Lleida - Córdoba C. F. - C. D. San Fernando - C. D. Eldense - C. D. Badajoz |

### Tercera División
Los diez primeros clasificados de cada uno de los ocho grupos de la Tercera División 1979/80. La renuncia a disputar la competición por parte del C. D. Salmantino y la S. D. Rayo Cantabria (2.º y 10.º del grupo 2, respectivamente), motivó la presencia del Tudelano y el Santoña (12.º y 13.º); asimismo, el San Sebastián C. F. y el Deportivo Aragón (1.º y 3.º del grupo 3) tampoco participaron y fueron reemplazados por el Aurrerá y el Lagun Onak (11.º y 12.º).
| Grupo 1 - S.D. Compostela - Real Avilés C.F. - Caudal Deportivo - S. D. Ponferradina - Alondras C.F. - Club Juventud Cambados - C. D. Lugo - Arosa S. C. - Real Oviedo Aficionados - C.D. Turón | Grupo 2 - S. D. Gimnástica Arandina - Real Valladolid Promesas - Castro F.C. - C.D. Calahorra - Peña Sport F.C. - C.D. Venta de Baños - C.D. Béjar Industrial - C.D. Sangüesa - C.D. Tudelano - Santoña C.F. | Grupo 3 - Deportivo Alavés Aficionados - S.D. Eibar - A.D. Sabiñánigo - S.D. Erandio Club - Balmaseda F.C. - C.D. Talavera - C.D. Toledo - S.D. Gernika Club - C.D. Aurrerá Ondarroa - C.D. Lagun Onak | Grupo 4 - F. C. Andorra - C. F. Reus Deportiu - U. E. Figueres - Club Endesa Andorra - Barcelona Atlético Club - Vinaroz C. F. - C. F. Igualada - C. D. Júpiter - C. D. Binéfar - U.D.A. Gramenet | Grupo 5 - R.S.D. Alcalá - C.D. Colonia Moscardó - A.D. Alcorcón - C.D. Manchego - C.P. Cacereño - C.D. Pegaso - C.D. San Fernando de Henares - C.F. Villanovense - C.D. Ciempozuelos - C.D. Valdepeñas | Grupo 6 - Cartagena F. C. - Albacete Balompié - Orihuela Deportiva C.F. - C.D. Acero - C. D. Mestalla - U. D. Carcaixent - C.F. Gandía - Crevillente C.F. - Villarreal C.F. - C.D. Alcoyano | Grupo 7 - Mérida Industrial C.F. - Real Balompédica Linense - Úbeda C.F. - C.D. Rota - U.D. San Pedro - C.D. Motril - C.D. Estepona - Martos C.D. - Betis Deportivo Balompié - U.D. Melilla | Grupo 8 - R. C. D. Mallorca - U.D. Poblense - C.D. Margaritense - C.D. Constancia - C.F. Sporting Mahonés - C.D. Murense - S.D. Portmany - C.D. Felanich - C.D. Binisalem - C.D. Andrach |

## Primera ronda
La primera eliminatoria se disputó entre los días 16 de septiembre y 29 de octubre de 1980. Contó con la participación de todos los equipos clasificados, a excepción de aquellos inmersos en competiciones europeas.
| Local ida                     | Resultado global   | Local vuelta                  | Ida   | Vuelta |
| ----------------------------- | ------------------ | ----------------------------- | ----- | ------ |
| C. D. Colonia Moscardó        | 0 - 3              | Club Atlético de Madrid       | 0 - 2 | 0 - 1  |
| Santoña C. F.                 | 1 - 2              | Real Racing Club de Santander | 1 - 1 | 0 - 1  |
| A. D. Torrejón                | 4 - 4 (pen. 4 - 3) | U. D. Las Palmas Atlético     | 2 - 2 | 2 - 2  |
| C. D. Rota                    | 1 - 6              | Real Betis Balompié           | 0 - 4 | 1 - 2  |
| Castro F. C.                  | 1 - 8              | Athletic Club                 | 0 - 3 | 1 - 5  |
| Real Zaragoza                 | 2 - 3              | Club Endesa Andorra           | 1 - 1 | 1 - 2  |
| C. D. Logroñés                | 5 - 4              | C. A. Osasuna                 | 4 - 0 | 1 - 4  |
| C. F. Igualada                | 0 - 4              | R. C. D. Español              | 0 - 0 | 0 - 4  |
| Orihuela Deportiva C. F.      | 3 - 4              | Hércules C. F.                | 1 - 3 | 2 - 1  |
| C. D. Alcoyano                | 4 - 9              | Real Murcia C. F.             | 2 - 3 | 2 - 6  |
| Cultural y Deportiva Leonesa  | 0 - 5              | U. D. Salamanca               | 0 - 3 | 0 - 2  |
| C. D. Estepona                | 1 - 4              | A. D. Almería                 | 1 - 0 | 0 - 4  |
| U. D. Las Palmas              | 3 - 4              | C. D. Tenerife                | 2 - 2 | 1 - 2  |
| Real Avilés C. F.             | 0 - 2              | Real Oviedo                   | 0 - 1 | 0 - 1  |
| C. D. Aurrerá Ondarroa        | 0 - 2              | Barakaldo C. F.               | 0 - 1 | 0 - 1  |
| S. D. Erandio Club            | 1 - 2              | Deportivo Alavés              | 1 - 1 | 0 - 1  |
| C. E. Sabadell F. C.          | 4 - 3              | Barcelona Atlético Club       | 2 - 2 | 2 - 1  |
| C. D. Acero                   | 2 - 11             | C. D. Castellón               | 2 - 4 | 0 - 7  |
| R. S. D. Alcalá               | 2 - 3              | Club Getafe Deportivo         | 1 - 0 | 1 - 3  |
| C. D. Valdepeñas              | 2 - 5              | Atlético Madrileño C. F.      | 1 - 2 | 1 - 3  |
| Elche C. F.                   | 3 - 0              | Crevillente C. F.             | 2 - 0 | 1 - 0  |
| Zamora C. F.                  | 1 - 3              | Burgos C. F.                  | 0 - 1 | 1 - 2  |
| S. D. Gimnástica Arandina     | 1 - 6              | Palencia C. F.                | 1 - 1 | 0 - 5  |
| R. C. Recreativo de Huelva    | 9 - 1              | Real Balompédica Linense      | 5 - 0 | 4 - 1  |
| Algeciras C. F.               | 2 - 4              | Cádiz C. F.                   | 2 - 2 | 0 - 2  |
| A. D. Ceuta                   | 5 - 1              | Racing Club Portuense         | 3 - 0 | 2 - 1  |
| C. D. Málaga                  | 6 - 2              | U. D. Melilla                 | 3 - 1 | 3 - 1  |
| Úbeda C. F.                   | 3 - 6              | Granada C. F.                 | 1 - 2 | 2 - 4  |
| Linares C. F.                 | 4 - 1              | Martos C. D.                  | 2 - 0 | 2 - 1  |
| C. D. Lugo                    | 1 - 2              | S. D. Compostela              | 1 - 1 | 0 - 1  |
| U. P. Langreo                 | 2 - 1              | Caudal Deportivo              | 2 - 0 | 0 - 1  |
| Balmaseda F. C.               | 2 - 3              | Sestao S. C.                  | 1 - 0 | 1 - 3  |
| U. E. Lleida                  | 5 - 3              | C. F. Reus Deportiu           | 3 - 2 | 2 - 1  |
| C. D. Júpiter                 | 0 - 3              | Terrassa C. F.                | 0 - 0 | 0 - 3  |
| Club Gimnàstic de Tarragona   | 4 - 4 (pen. 4 - 5) | F. C. Andorra                 | 2 - 1 | 2 - 3  |
| Calvo Sotelo C. F.            | 4 - 1              | A. D. Alcorcón                | 3 - 0 | 1 - 1  |
| C. D. Pegaso                  | 3 - 4              | C. D. Badajoz                 | 3 - 0 | 0 - 4  |
| C. D. Eldense                 | 3 - 6              | Cartagena F. C.               | 1 - 2 | 2 - 4  |
| Córdoba C. F.                 | 3 - 3 (pen. 0 - 2) | C. D. San Fernando            | 2 - 1 | 1 - 2  |
| R. C. D. Mallorca             | 4 - 1              | C. D. Murense                 | 4 - 1 | 0 - 0  |
| R. C. Deportivo de La Coruña  | 6 - 8              | R. C. Celta de Vigo           | 4 - 3 | 2 - 5  |
| S. D. Ponferradina            | 4 - 3              | Club Juventud Cambados        | 4 - 0 | 0 - 3  |
| Arosa S. C.                   | 3 - 1              | Alondras C. F.                | 1 - 0 | 2 - 1  |
| C. D. Lagun Onak              | 3 - 3 (pen. 2 - 4) | S. D. Eibar                   | 3 - 2 | 0 - 1  |
| S. D. Gernika Club            | 2 - 8              | Deportivo Alavés Aficionados  | 1 - 4 | 1 - 4  |
| C. D. Binéfar                 | 4 - 4 (pen. ? - ?) | A. D. Sabiñánigo              | 3 - 1 | 1 - 3  |
| C. D. Calahorra               | 4 - 4 (pen. 3 - 4) | C. D. Tudelano                | 3 - 1 | 1 - 3  |
| U. D. A. Gramenet             | 2 - 7              | U. E. Figueres                | 1 - 2 | 1 - 5  |
| Vinaroz C. F.                 | 3 - 2              | C. F. Gandía                  | 0 - 0 | 3 - 2  |
| C. F. Villanovense            | 4 - 4 (pen. 3 - 1) | C. D. Ciempozuelos            | 1 - 1 | 3 - 3  |
| C. D. Talavera                | 1 - 3              | C. D. Manchego                | 1 - 2 | 0 - 1  |
| Albacete Balompié             | 4 - 1              | C. P. Cacereño                | 2 - 1 | 2 - 0  |
| C. D. San Fernando de Henares | 5 - 1              | C. D. Toledo                  | 3 - 1 | 2 - 0  |
| C. D. Venta de Baños          | 1 - 2              | Real Valladolid Promesas      | 1 - 2 | 0 - 0  |
| C. D. Motril                  | 0 - 3              | U. D. San Pedro               | 0 - 1 | 0 - 2  |
| C. D. Felanich                | 3 - 9              | U. D. Poblense                | 3 - 4 | 0 - 5  |
| C. D. Binisalem               | 2 - 3              | S. D. Portmany                | 1 - 0 | 1 - 3  |
| C. F. Sporting Mahonés        | 1 - 3              | C. D. Margaritense            | 1 - 2 | 0 - 1  |
| A. D. Rayo Vallecano          | 4 - 3              | Mérida Industrial C. F.       | 3 - 0 | 1 - 3  |
| Levante U. D.                 | 2 - 1              | U. D. Carcaixent              | 1 - 0 | 1 - 1  |
| Real Oviedo Aficionados       | 2 - 4              | C. D. Turón                   | 1 - 1 | 1 - 3  |
| C. D. Constancia              | 5 - 2              | C. D. Andrach                 | 3 - 0 | 2 - 2  |
| Peña Sport F. C.              | 4 - 1              | C. D. Sangüesa                | 3 - 1 | 1 - 0  |
| C. D. Béjar Industrial        | 0 - 4              | Real Valladolid Deportivo     | 0 - 0 | 0 - 4  |
| C. D. Mestalla                | 3 - 2              | Villarreal C. F.              | 2 - 1 | 1 - 1  |
| Betis Deportivo Balompié      | 0 - 6              | Sevilla F. C.                 | 0 - 5 | 0 - 1  |

Clubes exentos: Real Madrid C. F., Valencia C. F., Castilla C. F., Real Sociedad de Fútbol, Real Sporting de Gijón y F. C. Barcelona.

## Segunda ronda
La segunda ronda tuvo lugar entre los días 18 de noviembre y 9 de diciembre de 1980. En ella estuvieron presentes los sesenta y seis vencedores de la eliminatoria anterior, además del Valencia C. F., el Castilla C. F., el Real Sporting de Gijón y el F. C. Barcelona, quienes habían concluido su participación en las competiciones continentales.
| Local ida                    | Resultado global   | Local vuelta                  | Ida   | Vuelta |
| ---------------------------- | ------------------ | ----------------------------- | ----- | ------ |
| C. D. Turón                  | 1 - 7              | Real Sporting de Gijón        | 1 - 6 | 0 - 1  |
| C. D. Manchego               | 1 - 2              | Castilla C. F.                | 1 - 1 | 0 - 1  |
| C. D. Binéfar                | 1 - 8              | Athletic Club                 | 1 - 7 | 0 - 1  |
| R. C. D. Español             | 0 - 1              | Terrassa C. F.                | 0 - 0 | 0 - 1  |
| U. E. Lleida                 | 2 - 7              | F. C. Barcelona               | 1 - 2 | 1 - 5  |
| Albacete Balompié            | 1 - 2              | Valencia C. F.                | 1 - 0 | 0 - 2  |
| Cartagena F. C.              | 3 - 3 (pen. 1 - 3) | Hércules C. F.                | 3 - 0 | 0 - 3  |
| Elche C. F.                  | 3 - 2              | Real Murcia C. F.             | 3 - 0 | 0 - 2  |
| Sevilla F. C.                | 3 - 2              | Real Betis Balompié           | 2 - 1 | 1 - 1  |
| A. D. Almería                | 2 - 0              | Linares C. F.                 | 2 - 0 | 0 - 0  |
| Calvo Sotelo C. F.           | 1 - 4              | Club Atlético de Madrid       | 1 - 3 | 0 - 1  |
| Real Valladolid Promesas     | 2 - 4              | U. D. Salamanca               | 2 - 1 | 0 - 3  |
| Palencia C. F.               | 3 - 2              | Real Valladolid Deportivo     | 2 - 1 | 1 - 1  |
| Real Oviedo                  | 6 - 5              | U. P. Langreo                 | 3 - 1 | 3 - 4  |
| Deportivo Alavés Aficionados | 4 - 5              | Barakaldo C. F.               | 3 - 2 | 1 - 3  |
| Sestao S. C.                 | 4 - 8              | Deportivo Alavés              | 1 - 4 | 3 - 4  |
| U. E. Figueres               | 5 - 2              | C. E. Sabadell F. C.          | 3 - 0 | 2 - 2  |
| C. D. Castellón              | 4 - 1              | C. D. Mestalla                | 4 - 1 | 0 - 0  |
| Vinaroz C. F.                | 2 - 6              | Levante U. D.                 | 2 - 4 | 0 - 2  |
| Cádiz C. F.                  | 4 - 0              | C. D. San Fernando            | 3 - 0 | 1 - 0  |
| C. D. Tenerife               | 1 - 3              | R. C. Recreativo de Huelva    | 1 - 0 | 0 - 3  |
| A. D. Ceuta                  | 1 - 0              | U. D. San Pedro               | 0 - 0 | 1 - 0  |
| Granada C. F.                | 3 - 2              | C. D. Málaga                  | 2 - 0 | 1 - 2  |
| A. D. Rayo Vallecano         | 2 - 0              | C. F. Villanovense            | 1 - 0 | 1 - 0  |
| C. D. Badajoz                | 3 - 4              | Club Getafe Deportivo         | 2 - 1 | 1 - 3  |
| Atlético Madrileño C. F.     | 4 - 3              | C. D. San Fernando de Henares | 1 - 2 | 3 - 1  |
| A. D. Torrejón               | 2 - 4              | Burgos C. F.                  | 1 - 1 | 1 - 3  |
| S. D. Eibar                  | 1 - 2              | Real Racing Club de Santander | 1 - 1 | 0 - 1  |
| Arosa S. C.                  | 1 - 1 (pen. 3 - 5) | R. C. Celta de Vigo           | 1 - 1 | 0 - 0  |
| S. D. Ponferradina           | 5 - 4              | S. D. Compostela              | 3 - 3 | 2 - 1  |
| C. D. Logroñés               | 5 - 4              | Peña Sport F. C.              | 3 - 2 | 2 - 2  |
| U. D. Poblense               | 1 - 2              | F. C. Andorra                 | 1 - 1 | 0 - 1  |
| C. D. Margaritense           | 1 - 5              | R. C. D. Mallorca             | 1 - 1 | 0 - 4  |
| C. D. Tudelano               | 2 - 0              | Club Endesa Andorra           | 2 - 0 | 0 - 0  |
| S.D. Portmany                | 1 - 3              | C. D. Constancia              | 1 - 0 | 0 - 3  |

Clubes exentos: Real Madrid C. F. y Real Sociedad de Fútbol.

## Tercera ronda
Los partidos de la tercera ronda de la competición se disputaron entre los días 6 y 28 de enero de 1981. A los treinta y cinco vencedores de la segunda ronda se les unió la Real Sociedad de Fútbol, eliminada de la Copa de la UEFA en los octavos de final.
| Local ida                  | Resultado global   | Local vuelta                  | Ida   | Vuelta |
| -------------------------- | ------------------ | ----------------------------- | ----- | ------ |
| Deportivo Alavés           | 3 - 2              | C. D. Tudelano                | 1 - 0 | 2 - 2  |
| Atlético Madrileño C. F.   | 2 - 4              | Athletic Club                 | 1 - 0 | 1 - 4  |
| A. D. Almería              | 2 - 4              | Levante U. D.                 | 2 - 1 | 0 - 3  |
| Barakaldo C. F.            | 1 - 3              | F. C. Barcelona               | 0 - 2 | 1 - 1  |
| F. C. Andorra              | 0 - 4              | C. D. Castellón               | 0 - 0 | 0 - 4  |
| R. C. Celta de Vigo        | 2 - 2 (pen. 3 - 5) | Burgos C. F.                  | 2 - 0 | 0 - 2  |
| A. D. Ceuta                | 1 - 1 (pen. 1 - 2) | Granada C. F.                 | 1 - 0 | 0 - 1  |
| C. D. Constancia           | 2 - 3              | Castilla C. F.                | 2 - 0 | 0 - 3  |
| U. E. Figueres             | 3 - 2              | Real Racing Club de Santander | 2 - 1 | 1 - 1  |
| Hércules C. F.             | 5 - 2              | C. D. Logroñés                | 2 - 1 | 3 - 1  |
| R. C. Recreativo de Huelva | 3 - 3 (pen. 4 - 2) | Club Getafe Deportivo         | 1 - 2 | 2 - 1  |
| Real Oviedo                | 0 - 3              | Club Atlético de Madrid       | 0 - 0 | 0 - 3  |
| A. D. Rayo Vallecano       | 2 - 0              | R. C. D. Mallorca             | 1 - 0 | 1 - 0  |
| U. D. Salamanca            | 1 - 0              | Terrassa C. F.                | 1 - 0 | 0 - 0  |
| S. D. Ponferradina         | 3 - 8              | Real Sporting de Gijón        | 1 - 0 | 2 - 8  |
| Real Sociedad de Fútbol    | 2 - 1              | Cádiz C. F.                   | 1 - 1 | 1 - 0  |
| Palencia C. F.             | 3 - 3 (pen. 3 - 1) | Elche C. F.                   | 2 - 2 | 1 - 1  |
| Valencia C. F.             | 2 - 3              | Sevilla F. C.                 | 2 - 2 | 0 - 1  |

Club exento: Real Madrid C. F..

## Cuarta ronda
Los dieciocho clasificados de la eliminatoria anterior entraron en un sorteo del que salieron seis equipos que jugaron esta ronda, quedando exentos el resto. Tuvo lugar entre los días 11 de febrero y 1 de abril de 1981.
| Local ida       | Resultado global   | Local vuelta               | Ida   | Vuelta |
| --------------- | ------------------ | -------------------------- | ----- | ------ |
| C. D. Castellón | 0 - 2              | R. C. Recreativo de Huelva | 0 - 0 | 0 - 2  |
| U. E. Figueres  | 3 - 3 (pen. 5 - 4) | Hércules C. F.             | 1 - 0 | 2 - 3  |
| Palencia C. F.  | 0 - 2              | Burgos C. F.               | 0 - 1 | 0 - 1  |

Clubes exentos: Deportivo Alavés, Athletic Club, Levante U. D., F. C. Barcelona, Granada C. F., Castilla C. F., Club Atlético de Madrid, A. D. Rayo Vallecano, U. D. Salamanca, Real Sporting de Gijón, Real Sociedad de Fútbol, Sevilla F. C. y Real Madrid C. F..

## Octavos de final
Los octavos de final de la Copa del Rey 1980-81 se disputaron entre los días 29 de abril y 6 de mayo de 1981. En esta ronda entró en competición el Real Madrid C. F., junto con los tres vencedores de la cuarta eliminatoria y los otros doce equipos exentos de la misma.
| Local ida                  | Resultado global | Local vuelta            | Ida   | Vuelta |
| -------------------------- | ---------------- | ----------------------- | ----- | ------ |
| Athletic Club              | 6 - 4            | Deportivo Alavés        | 3 - 1 | 3 - 3  |
| U. E. Figueres             | 1 - 3            | Burgos C. F.            | 1 - 1 | 0 - 2  |
| Castilla C. F.             | 4 - 9            | F. C. Barcelona         | 3 - 5 | 1 - 4  |
| Levante U. D.              | 0 - 5            | Real Sporting de Gijón  | 0 - 2 | 0 - 3  |
| R. C. Recreativo de Huelva | 2 - 5            | Real Madrid C. F.       | 1 - 1 | 1 - 4  |
| A. D. Rayo Vallecano       | 3 - 2            | Club Atlético de Madrid | 3 - 0 | 0 - 2  |
| Sevilla F. C.              | 3 - 2            | Real Sociedad de Fútbol | 2 - 1 | 1 - 1  |
| U. D. Salamanca            | 2 - 0            | Granada C. F.           | 1 - 0 | 1 - 0  |

## Cuartos de final
La ronda de cuartos tuvo lugar entre los días 20 y 31 de mayo de 1981.
| Local ida              | Resultado global | Local vuelta      | Ida   | Vuelta |
| ---------------------- | ---------------- | ----------------- | ----- | ------ |
| A. D. Rayo Vallecano   | 1 - 6            | F. C. Barcelona   | 0 - 3 | 1 - 3  |
| U. D. Salamanca        | 2 - 3            | Athletic Club     | 2 - 1 | 0 - 2  |
| Sevilla F. C.          | 4 - 1            | Burgos C. F.      | 4 - 1 | 0 - 0  |
| Real Sporting de Gijón | 4 - 3            | Real Madrid C. F. | 1 - 1 | 3 - 2  |

## Semifinales
Los encuentros de ida de las semifinales de la competición se disputaron el 7 de junio, mientras que los de vuelta acontecieron el día 13 del mismo mes.
| Local ida              | Resultado global | Local vuelta  | Ida   | Vuelta |
| ---------------------- | ---------------- | ------------- | ----- | ------ |
| F. C. Barcelona        | 4 - 1            | Athletic Club | 2 - 0 | 2 - 1  |
| Real Sporting de Gijón | 2 - 0            | Sevilla F. C. | 2 - 0 | 0 - 0  |

## Final
Se celebró en el estadio Vicente Calderón de Madrid el jueves 18 de junio de 1981. El Real Sporting de Gijón disputó la final por primera vez en su historia, mientras que para el F. C. Barcelona supuso su participación número 25.
| 1          | POR        | Pedro María Artola  |     |
| 2          | DEF        | Pepito Ramos        |     |
| 3          | DEF        | Antoni Olmo         |     |
| 6          | DEF        | José Ramón Alexanko |     |
| 4          | DEF        | Rafael Zuviría      |     |
| 8          | MED        | Bernd Schuster      |     |
| 5          | MED        | Francisco Martínez  | 65' |
| 10         | MED        | Juan José Estella   |     |
| 11         | MED        | Esteban Vigo        |     |
| 7          | DEL        | Allan Simonsen      |     |
| 9          | DEL        | Quini               |     |
| Entrenador | Entrenador | Helenio Herrera     |     |

| 1          | POR        | José Aurelio Rivero           |     |
| 2          | DEF        | José Antonio Redondo          |     |
| 5          | DEF        | Manolo Jiménez                |     |
| 4          | DEF        | Antonio Maceda                |     |
| 3          | DEF        | Cundi                         | 46' |
| 6          | MED        | Francisco Javier Álvarez Uría |     |
| 10         | MED        | Ciriaco Cano                  |     |
| 9          | MED        | Manolo Mesa                   |     |
| 8          | MED        | Joaquín Alonso                |     |
| 7          | DEL        | Abel Díez                     |     |
| 11         | DEL        | Enzo Ferrero                  |     |
| Entrenador | Entrenador | Vicente Miera                 |     |

| 14 | MED | Tente Sánchez | 65' |

| 15 | MED | Pedro González | 46' |

|  | 45' | Quini        | 1-0 |
|  | 59' | Quini        | 2-1 |
|  | 66' | Esteban Vigo | 3-1 |

|  | 50' | Antonio Maceda | 1-1 |

| Árbitro:             | Emilio Soriano Aladrén |
| Árbitros asistentes: |                        |
|                      |                        |
| Cuarto árbitro:      |                        |
| Reporte              |                        |

| 1          | POR        | Pedro María Artola  |     |
| 2          | DEF        | Pepito Ramos        |     |
| 3          | DEF        | Antoni Olmo         |     |
| 6          | DEF        | José Ramón Alexanko |     |
| 4          | DEF        | Rafael Zuviría      |     |
| 8          | MED        | Bernd Schuster      |     |
| 5          | MED        | Francisco Martínez  | 65' |
| 10         | MED        | Juan José Estella   |     |
| 11         | MED        | Esteban Vigo        |     |
| 7          | DEL        | Allan Simonsen      |     |
| 9          | DEL        | Quini               |     |
| Entrenador | Entrenador | Helenio Herrera     |     |

| 1          | POR        | José Aurelio Rivero           |     |
| 2          | DEF        | José Antonio Redondo          |     |
| 5          | DEF        | Manolo Jiménez                |     |
| 4          | DEF        | Antonio Maceda                |     |
| 3          | DEF        | Cundi                         | 46' |
| 6          | MED        | Francisco Javier Álvarez Uría |     |
| 10         | MED        | Ciriaco Cano                  |     |
| 9          | MED        | Manolo Mesa                   |     |
| 8          | MED        | Joaquín Alonso                |     |
| 7          | DEL        | Abel Díez                     |     |
| 11         | DEL        | Enzo Ferrero                  |     |
| Entrenador | Entrenador | Vicente Miera                 |     |

| 14 | MED | Tente Sánchez | 65' |

| 15 | MED | Pedro González | 46' |

|  | 45' | Quini        | 1-0 |
|  | 59' | Quini        | 2-1 |
|  | 66' | Esteban Vigo | 3-1 |

|  | 50' | Antonio Maceda | 1-1 |

| Árbitro:             | Emilio Soriano Aladrén |
| Árbitros asistentes: |                        |
|                      |                        |
| Cuarto árbitro:      |                        |
| Reporte              |                        |

|                 |
|                 |
| Campeón         |
| F. C. Barcelona |
| 19.º título     |